# CHBN-FM
CHBN-FM (91.7 The Bounce) ist ein privater Hörfunksender. Das Contemporary Hit Radio sendet aus Edmonton, Alberta, Kanada mit einer Leistung von 100 kW und wird von Rogers Media betrieben.

## Veranstaltungen
Der Sender veranstaltet regelmäßig mehrere Wettbewerbe darunter:

### The Bounce Showdown
Das ist ein Wettbewerb zwischen Nachwuchssängerin in Kanada. Den Gewinnern winkt ein Plattenvertrag. Die vergangenen Gewinner waren:
- 2005: Kreesha Turner
- 2006: Shiloh
- 2007: Nathan Brown
- 2008: Quanteisha Benjamin
- 2009: Justin Blais
- 2010 (Juni): Beatrice „Love“ Gouchey
- 2010 (November): Bryan Finlay